# Babina okinavana
Babina okinavana е вид жаба от семейство Водни жаби (Ranidae). Видът е застрашен от изчезване.

## Разпространение
Разпространен е в Провинции в КНР, Тайван и Япония.